# Kumulativ fördelningsfunktion

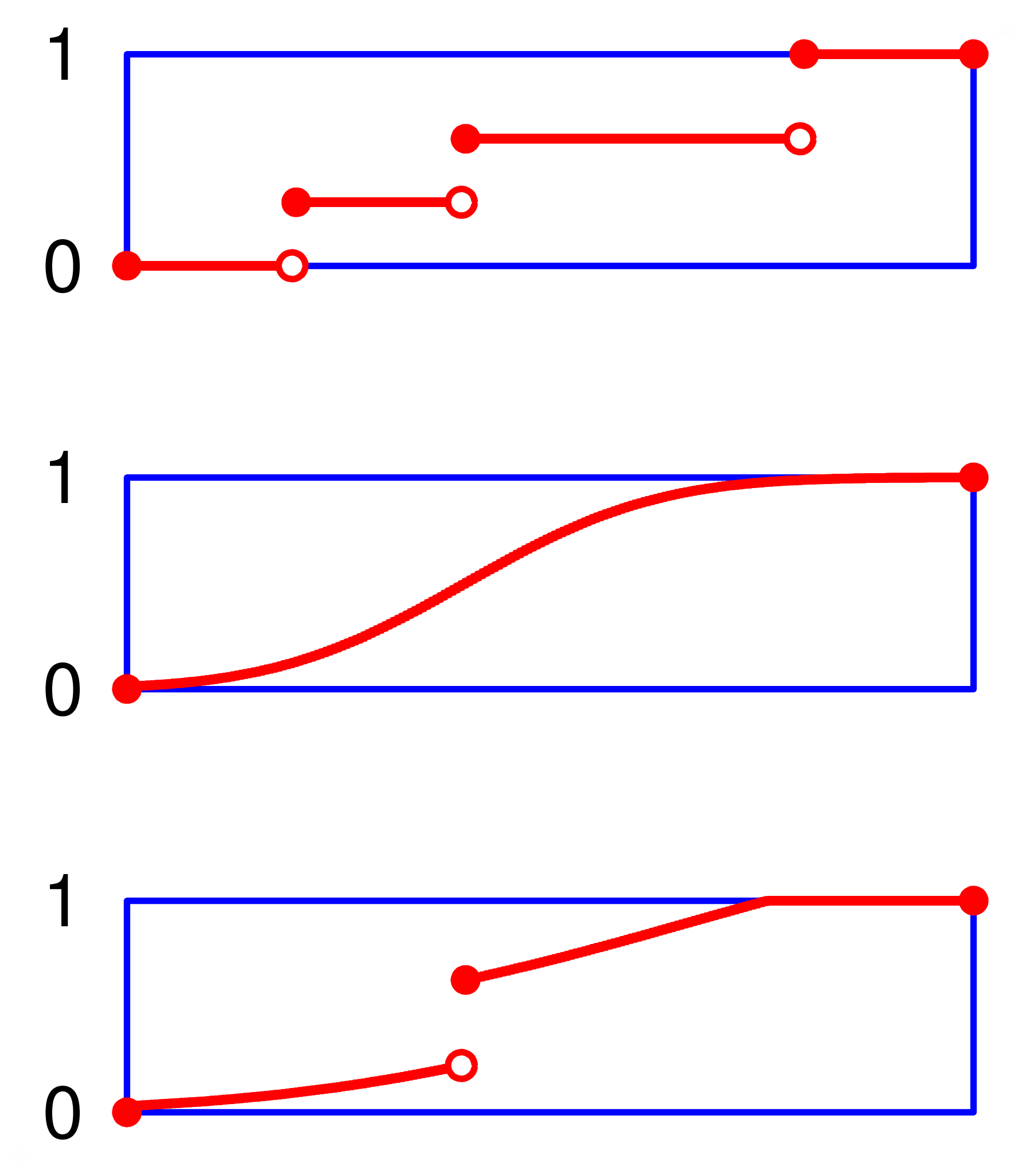
Fördelningsfunktionen för en diskret fördelning överst, i mitten för en kontinuerlig fördelning och nederst för en fördelning som är en kombination.

Den kumulativa fördelningsfunktionen beskriver en sannolikhetsfördelning för en slumpvariabel inom den matematiska statistiken. För en slumpvariabel X definierad på sannolikhetsrummet {\displaystyle (\Omega ,{\mathcal {F}},P)} definieras den kumulativa fördelningsfunktionen FX(x) som
{\displaystyle F_{X}(x)=\Pr(X\leq x)}.
{\displaystyle F_{X}(x)} beskriver sannolikheten att X antar ett värde mindre än eller lika med x. 
Den kumulativa fördelningsfunktionen är monotont växande och högerkontinuerlig. Den har alltid egenskaperna
- {\displaystyle \lim _{x\to -\infty }F(x)=0}

- {\displaystyle \lim _{x\to \infty }F(x)=1}

- {\displaystyle 0\leq F(x)\leq 1}

För en diskret slumpvariabel som kan anta värdena x1, x2... är F diskontinuerlig i punkterna xi och har konstant värde däremellan, det vill säga, den har ett trappstegsliknande utseende.
För en kontinuerlig slumpvariabel är F en kontinuerlig funktion. Om F dessutom är absolutkontinuerlig så gäller 
{\displaystyle F(x)=\int _{-\infty }^{x}f(t)dt}
där f(t) är täthetsfunktionen (eller frekvensfunktionen) för variabelns fördelning.
Sannolikheten för att en slumpvariabel ska anta värden större än a och mindre eller lika med b kan beräknas med:
{\displaystyle \Pr(a<X\leq b)=F(b)-F(a)}
Tabell över värdena hos den kumulativa normalfördelningsfunktionen finns att läsa  här. Andra fördelningar har andra tabeller.